# Йеизм
Йеизм — характерная черта ряда диалектов испанского языка, смещение традиционного бокового палатального сонанта /ʎ/ (передаётся на письме буквосочетанием ll) к палатальному спиранту /ʝ/ (передаётся буквой y). Другими словами, ll и y передают один и тот же палатальный фрикативный звук или глайд /ʝ/. Термин «йеизм» (исп. yeísmo) образован от испанского названия буквы y (ye). В настоящее время более чем в 90 % испанских диалектах наблюдается этот эффект. Схожее слияние фонем наблюдается в некоторых других языках, в частности в итальянском, венгерском, каталанском, португальском и галисийском.
Для обозначения явления различия фонем /ʝ/ и /ʎ/ иногда используется термин lleísmo (ʎeˈizmo)).

## Произношение
В большинстве диалектов, в которых наблюдается слияние фонем, полученный единый звук является звонким палатальным спирантом /ʝ/, обычно напоминающим прочтение буквы y в английском your. Иногда он звучит как j в английском jar, особенно после /n/ или /l/, а также в начале слова. Например, relleno читается как [reˈʝeno], а conllevar — как [koɲɟ͡ʝeˈβaɾ] или [koɲdʒeˈβaɾ].
В Аргентине и Уругвае фонемы слились в звонкий постальвеолярный сибилянт /ʒ/, однако с конца 1980-х гг. в столичном региолекте Аргентины у молодых носителей наблюдается оглушение /ʒ/ до глухого постальвеолярного спиранта /ʃ/.

## Распространение
Различие между /ʝ/ и /ʎ/ сохранилось на Филиппинах, в нагорьях Эквадора, в перуанских Андах, Парагвае, на значительной части территории Боливии и в северо-восточных районах Аргентины на границе с Парагваем. Чаще всего различие наблюдается на территориях, на которых распространён билингвизм — испанский и местный язык (например, аймара или гуарани). Северная часть Испании, а также некоторые области на юге сохраняли различие между фонемами, однако йеизм получил широкое распространение и в настоящее время наблюдается практически на всей территории Испании за исключением районов, где имеется языковой контакт с каталанским и баскским языками.

## Минимальные пары
Йеизм в определённых случаях порождает омофоны. Например, следующие пары слов будут иметь одинаковое произношение на диалектах с йеизмом. В регионах, где фонемы /ʝ/ и /ʎ/ не слились, указанные слова будут образовывать минимальные пары.
- haya («бук») ~ halla («он(а) находит»)
- cayó («он(а) упал(а)») ~ calló («он(а) замолчал(а)»)
- hoya («отверстие») ~ olla («горшок»)

## В других языках
Сходный феномен наблюдается не только в испанском языке, но и в ряде других:
- В венгерском /ʎ/ превратилось в /j/, однако написание ly сохранилось, поэтому lyuk [juk].
- Во французском языке /ʎ/ превратилось в /j/, однако написание ll сохранилось, поэтому briller [bʁije].
- В португальском йеизм наблюдается в основном среди носителей диалекта кайпира, которые произносят /ʎ/ (lh) и /j/ (i) как /j/. Следовательно, для них слова teia («сеть») и telha («плитка») произносятся как [te.ja], в то время как в остальных диалектах второе слово читается как [te.ʎa].